# Robert Cloughen
Robert „Bobby“ T. Cloughen (* 26. Januar 1889 in New York (New York), Vereinigte Staaten; † 12. Juli 1930 in Mountain Lakes (New Jersey), Vereinigte Staaten) war ein US-amerikanischer Leichtathlet und als Sprinter ein Medaillengewinner bei den Olympischen Spielen 1908 in London.

## Leben
Robert Cloughen war der Sohn von Louisa H. Cloughen und dem einflussreichen Unternehmer John Cloughen, der in New York City nebenbei öffentliche Ämter bekleidete und kurzzeitig Borough President im New Yorker Stadtteil Manhattan war, was dem Posten eines Bezirksvorstehers bzw. Bezirksbürgermeisters ähnelte.
Cloughen besuchte eines der Fordham University angegliederten Colleges, ohne jedoch eine Abschlussprüfung erfolgreich zu absolvieren. Dafür hatte er mehr Erfolg im Football-Team der Universität. Vorwiegend als Ballträger eingesetzt, sorgte er mit seiner Schnelligkeit für Aufsehen. Er wechselte an die Morris High School und wurde Mitglied des Irish American Athletic Club, ein in jener Zeit sehr geachteter Sportverein, in dem sich viele Spitzensportler zusammengefunden hatten.
1907 nahm Cloughen mit seinem Club an den nationalen Meisterschaften der Amateur Athletic Union (AAU) teil. Cloughen gewann zwar keinen Titel, trug aber zum Gesamtsieg seiner Mannschaft bei und war fortan ein respektierter Sportler. Für die Olympischen Spiele, die 1908 in London ausgerichtet werden sollten, hatte der Club eine Reihe von Sportlern auserwählt, zu denen auch Robert Cloughen gehörte.
In London war der erste Wettkampf für Cloughen der Vorlauf Nummer 5 von 17 im 100-Meter-Lauf. Nur die Sieger qualifizierten sich für die Zwischenläufe am folgenden Tag. Cloughen gewann seinen Lauf mühelos mit über vier Meter Vorsprung. Am Tag der Zwischenläufe über 100 Meter fanden zuvor auch die Vorläufe für den 200-Meter-Lauf statt. Auch hier qualifizierten sich von 15 Läufen nur die Sieger für die Zwischenläufe. Cloughen hatte in seinem Vorlauf nur einen Gegner, den er mit über fünf Meter Vorsprung besiegte. Die Gründe, warum er anschließend nicht auch zum Zwischenlauf über 100 Meter antrat sind unbekannt.
Im dritten von vier Zwischenläufen über 200 Meter, von denen erneut nur die Sieger ins Finale kamen, hatte Cloughen es nicht so leicht. Er gewann den Lauf mit nur einem knappen Meter Vorsprung.
Im Finale war Cloughen krasser Außenseiter, konnten seine Gegner doch diverse Meistertitel und olympische Erfahrung vorweisen. Unbeeindruckt davon lieferte Cloughen einen starken Lauf. Mit einem Sprung ins Ziel verpasste er nur um Zentimeter den Sieg.
Noch 1908 gewann Cloughen auch endlich seinen ersten Titel bei den nationalen Meisterschaften der AAU. Er wurde Sieger beim Lauf über 100 Yards der Junioren und startete auch bei den Senioren über 220 Yards, wo er Dritter wurde. Im Dezember 1908 nahm er an den nationalen Meisterschaften in der Halle teil und siegte über 60 Yards, wobei er den amerikanischen Rekord mit 6,4 s egalisierte, und über 75 Yards. In den folgenden Wochen und Monaten lief Cloughen weitere Rekorde über 70 und 130 Yards. Die Zeit von 12,8 s über 130 Yards (118,9 m) war die bis dahin weltweit schnellste jemals erzielte Laufzeit über diese Strecke. Dies machte Cloughen in der Folgezeit endgültig zum besten US-amerikanischen Sprinter.
1909 trug Cloughen als Mitglied der Staffelmannschaft seines Clubs dazu bei, einen neuen Rekord für den aus 5 Läufern bestehenden Staffellauf über eine Meile aufzustellen.
1910 wurde Cloughen erneut zweifacher Meister in der Halle über 60 und 75 Yards. Außerdem erzielte er bei einem Lauf über 110 Yards, was keine Meisterschaftsstrecke war, erneut einen Rekord, denn 10,8 s für 110 Yards (100,6 m) hatte weltweit bislang niemand gelaufen. Im selben Jahr wurde er auch ins All America Athletic Team gewählt, dass die besten US-amerikanischen Leichtathleten des Jahres in ihrer jeweiligen Disziplin repräsentierte. Cloughen erhielt diese Auszeichnung als bester Läufer über 75 Yards.
Cloughen besuchte inzwischen die New York University und die Savage School of Physical Education in New York. Seit 1911 wurde es still um seinen sportlichen Werdegang, die Gründe liegen im Dunkel. Erst 1922 trat Cloughen wieder ins Licht der Öffentlichkeit, als man ihn zum hauptverantwortlichen Trainer für Leichtathletik an der University of Vermont ernannte. 1926 wechselte er als Trainer zur Erasmus Hall Academy.
Cloughen starb 1930 unerwartet und plötzlich beim Training. Es wird behauptet, er habe sich auf ein Comeback für die Olympischen Spiele vorbereitet. Der in bisherigen Veröffentlichungen angegebene Sterbetag 7. August ist unzutreffend und wird durch das Grab von Robert Cloughen auf dem Green-Wood Cemetery in New York widerlegt.

## Platzierungen bei Olympischen Spielen
- Olympische Spiele 1908, London
  - 200 m – Silber mit 22,6 s (Gold an Robert Kerr, Kanada, mit 22,6 s; Bronze an Nathaniel Cartmell, Vereinigte Staaten, mit 22,7 s)
  - 100 m – Vorlaufsieger mit 11,0 s, im Zwischenlauf nicht angetreten

Anmerkung: Mit Ausnahme der Zeit des Siegers sind die Laufzeiten geschätzt, da es für die Platzierten keine Zeitmessung gab. Bei ihnen wurde der Rückstand auf den Sieger oder Vorplatzierten mit einer Längenangabe festgestellt.